# Роґале (Елцький повіт)
Роґале (пол. Rogale, нім. Rogallen) — село в Польщі, у гміні Старі Юхи Елцького повіту Вармінсько-Мазурського воєводства.
Населення — 92 особи (2011).

## Демографія
Демографічна структура станом на 31 березня 2011 року:
|          | Загалом | Допрацездатний вік | Працездатний вік | Постпрацездатний вік |
| -------- | ------- | ------------------ | ---------------- | -------------------- |
| Чоловіки | 50      | 8                  | 38               | 4                    |
| Жінки    | 42      | 11                 | 24               | 7                    |
| Разом    | 92      | 19                 | 62               | 11                   |